# 美章園
美章園（びしょうえん）は、大阪府大阪市阿倍野区にある町名。現行行政地名は美章園一丁目から美章園三丁目。

## 地理
阿倍野区の北東部に位置し、南西に文の里、北に天王寺町南、西に三明町、南東に東住吉区北田辺、東に近鉄南大阪線に沿って東住吉区桑津と接している。

## 歴史
大阪の財界人であり大阪商工会議所第8代会頭、大阪商船（現在の商船三井）や日本電力（現在は解散）の社長などを務めた山岡順太郎が、1921年（大正10年）に美章土地株式会社を設立し、住宅地「美章園」を建設、美章園駅の建設費を寄付した。「美章」の名は山岡順太郎の父・山岡美章から取られたものである。

### 沿革
- 1951年（昭和26年）、大阪市阿倍野区天王寺町・桑津町の各一部より成立[8]。

## 世帯数と人口
2024年（令和6年）9月30日現在の世帯数と人口は以下の通りである。
| 丁目         | 世帯数    | 人口    |
| ------------ | --------- | ------- |
| 美章園一丁目 | 507世帯   | 814人   |
| 美章園二丁目 | 946世帯   | 1,779人 |
| 美章園三丁目 | 402世帯   | 888人   |
| 計           | 1,855世帯 | 3,481人 |

### 人口の変遷
国勢調査による人口の推移。
| 1995年（平成7年）  | 3,012人 | [ 9 ]  |  |
| 2000年（平成12年） | 2,888人 | [ 10 ] |  |
| 2005年（平成17年） | 3,008人 | [ 11 ] |  |
| 2010年（平成22年） | 3,257人 | [ 12 ] |  |
| 2015年（平成27年） | 3,242人 | [ 13 ] |  |
| 2020年（令和2年）  | 3,434人 | [ 14 ] |  |

### 世帯数の変遷
国勢調査による世帯数の推移。
| 1995年（平成7年）  | 1,341世帯 | [ 9 ]  |  |
| 2000年（平成12年） | 1,336世帯 | [ 10 ] |  |
| 2005年（平成17年） | 1,348世帯 | [ 11 ] |  |
| 2010年（平成22年） | 1,528世帯 | [ 12 ] |  |
| 2015年（平成27年） | 1,510世帯 | [ 13 ] |  |
| 2020年（令和2年）  | 1,707世帯 | [ 14 ] |  |

## 学区
市立小・中学校に通う場合、学区は以下の通りとなる。なお、小学校・中学校入学時に学校選択制度を導入しており、通学区域以外に阿倍野区の小学校（自宅から概ね2km以内）・中学校から選択することも可能。
| 丁目         | 番   | 小学校             | 中学校               |
| ------------ | ---- | ------------------ | -------------------- |
| 美章園一丁目 | 全域 | 大阪市立常盤小学校 | 大阪市立文の里中学校 |
| 美章園二丁目 | 全域 | 大阪市立常盤小学校 | 大阪市立文の里中学校 |
| 美章園三丁目 | 全域 | 大阪市立常盤小学校 | 大阪市立文の里中学校 |

## 事業所
2021年（令和3年）現在の経済センサス調査による事業所数と従業員数は以下の通りである。
| 丁目         | 事業所数  | 従業員数 |
| ------------ | --------- | -------- |
| 美章園一丁目 | 25事業所  | 142人    |
| 美章園二丁目 | 103事業所 | 507人    |
| 美章園三丁目 | 23事業所  | 185人    |
| 計           | 151事業所 | 834人    |

## 交通

### 鉄道
- 西日本旅客鉄道
  - 阪和線 美章園駅
- 近畿日本鉄道
  - 南大阪線 河堀口駅（所在地は天王寺町南であるが、一部は美章園に入っている。）

### バス
2024年1月現在
- 大阪シティバス[18]
  - 6号系統：美章園

## 施設
- 大阪市立文の里中学校
- 阿倍野美章園郵便局
- 徳島大正銀行 美章園支店
- 日本ヘレンケラー財団障害者支援施設アテナ平和

## その他

### 日本郵便
- 〒545-0003[3]（集配局：阿倍野郵便局[19]）